# 법랑질

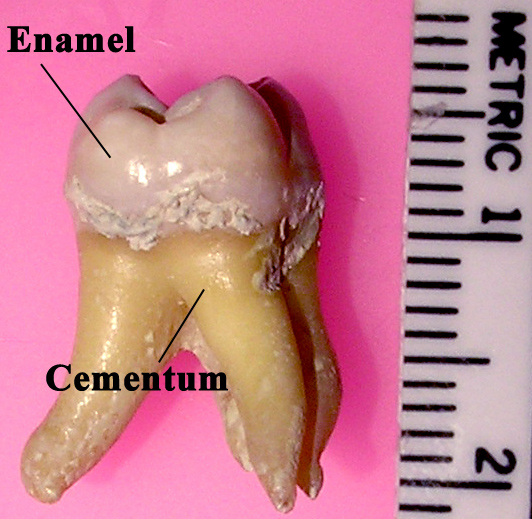
위의 Enamel로 되어 있는 부분이 법랑질이다.

법랑질(琺瑯質, tooth enamel)은 사람의 치아를 구성하는 치관 중 가장 최상단에 위치하여 드러난 하얀 빛깔의 무기질과 미네랄로 구성돼 있는 조직이다. 인체 조직중에서 경도가 가장 높은 조직으로, 모스 굳기로는 6-7정도이다. 법랑질 외에도 상아질, 백악질, 치수가 사람의 치아를 구성한다. 법랑질 아래에는 상아질이 있고, 뿌리의 신경과 연결되어 있다.
법랑질은 딱딱한 음식을 씹을 때 이빨이 깨지는 것을 막아주고, 온도 변화로부터 보호해준다. 또한, 법랑질은 치아 상단 부분에만 있기 때문에 잇몸이 내려앉아 뿌리 부분의 상아질이 드러나게 되면 이전에는 별 문제 없이 먹던 음식도 아주 심한 통증을 일으키게 된다. 뜨거운 국물이나 아이스크림의 자극을 상아질세관이 치아 신경에 곧바로 전달하기 때문이다. 그러면 찌르는 듯한 통증이 느껴지는데 이것이 바로 시린이라고도 하는 상아질 지각과민증이다.
현대사회로 들어서면서 당분이 함유된 음식이 늘어남에 따라 균의 산으로 인해 법랑질이 부식될 수 있으며, 그 외에도 강한 칫솔질, 마모등의 이유로 법랑질이 시간이 지남에 따라 얇아지면 법랑질은 반투명하기 때문에 내부에 있는 누런 빛깔의 상아질이 바깥으로 비치게 된다. 이러한 이유로 치아가 누렇게 보이게 된다. 따라서 법랑질을 건강하게 관리하기 위해서는 올바른 칫솔 방법과 과도한 설탕섭취를 줄여야 한다. 사람 뿐 아니라 다른 대부분의 포유류와, 양서류, 소수의 경골어류의 치아 표면에도 법랑질이 관찰된다.

## 명칭
법랑질(琺瑯質)이라는 명칭은 일본에서 1940년대까지 사용되던 명칭을 가져온 것이다. 이후 일본과 한국에서 "에나멜질"이라는 용어가 많이 사용되고 있는데, 일본에서 "에나멜질"이 사용되기 시작한 것은 1950년대부터이며, 특히 1957년에 출판된 후지타 고타로(藤田恒太郎)의 『치아 조직학(歯の組織学)』이 이에 큰 영향을 미쳤다.
"법랑질"에서 "에나멜질"로의 용어 변경 시기는 대학마다 달랐다. 예를 들어 쓰루미 대학 치학부에서는 마쓰이 다카히로(松井隆弘) 교수에 의해 1981년까지 "법랑질"이 사용되었으며, 도쿄치과대학에서는 1994년까지 "법랑질"이 사용되다가 이후 "에나멜질"로 변경되었다. 비슷하게 "백악질(白亜質)"도 "시멘트질"로 바뀌었지만, "상아질(象牙質)"만은 그대로 유지되었다.

## 구조
법랑질의 기본 구조는 법랑소주(-小柱, enamel rod, enamel prism)라고 불린다. 법랑소주는 조직화된 패턴 속에 다량의 수산화인회석 결정이 포함되어 있다. 단면을 보면, 바깥쪽으로 머리가 향하고 안쪽으로 아래쪽이 향하는 열쇠 구멍 모양을 하고 있다.
법랑소주 내 수산화인회석 결정의 배열은 매우 복잡하다. 법랑질을 형성하는 법랑모세포(ameloblast)와 관련 세포들이 결정 구조에 영향을 미친다. 법랑소주 머리 부분의 결정은 소주의 장축(long axis)과 완전히 평행하게 정렬되어 있지만, 꼬리 부분에서는 장축과 약간 어긋나 있다.
법랑소주의 배열은 내부 구조보다 비교적 이해하기 쉽다. 법랑소주는 치아를 따라 배열되며, 상아질에 대해 수직 방향으로 배치되어 있다. 영구치에서는 법랑질-백악질 경계 부근의 에나멜 소주가 뿌리 방향으로 약간 기울어 있다. 상아질의 지지를 받지 않는 법랑질은 쉽게 파절되므로, 보존 수복 치료에서 법랑질의 배열을 이해하는 것이 중요하다.
법랑질 주위는 법랑질소주간질(interprismatic substance)이라고 불린다.법랑소주간질은 법랑소주와 동일한 성분으로 구성되어 있지만, 결정의 방향이 달라 조직학적으로 구별된다. 법랑소주 간질과 법랑소주 결정이 만나는 경계를 법랑소주 초(-鞘, enamel sheath)라고 한다.
현미경으로 법랑질의 단면을 관찰하면 줄무늬가 보이는데, 이를 레치우스조(-条, Striae of Retzius)라고 한다. 톰스 돌기(Tomes’ process)의 직경 변화로 인해 형성된 이 줄무늬는, 나이테처럼 에나멜질의 성장 단계를 나타낸다. 레치우스조가 표면까지 도달한 부분에는 얕은 고랑(shallow groove)이 형성되며 이를 주피조(周波条, Perikymata)라고 한다. 또한, 신생선(新産線, neonatal line)은 다른 줄무늬보다 어두운 색을 띠며, 출생 전후의 경계를 나타낸다.
반사광을 이용해 현미경으로 법랑질을 관찰하면 밝은 띠와 어두운 띠가 교대로 배열된 영역이 나타나며 이를 헌터-슈레거조(Hunter-Schreger band)라고 한다. 이는 법랑소주의 배열 변화에 의해 발생하는 광학적 현상이며, 빛의 방향이 변하면 밝은 띠와 어두운 띠가 역전된다.

## 기능
법랑질은 인체에서 가장 경도가 높고, 가장 높은 비율의 미네랄을 포함하고 있는데(96%), 나머지는 물과 유기물을 이룬다. 주요 물질은 인산 칼슘 결정인 수산화인회석이다. 법랑질은 치아 위에 형성되지만 치아는 잇몸 안에서 자라나며, 그 뒤 입 안에 분출된다. 완전히 형성되면 혈관이나 신경이 포함되진 않는다. 치아가 재광화(remineralisation)되면 어느 정도까지는 치아의 손상을 회복할 수 있으나 그 기준이 초과되면 신체에 의한 치유는 불가능하다. 인간 법랑질의 관리와 치료는 치의학의 주된 관심사 가운데 하나이다.

## 동물의 법랑질
인간학자들의 조사에 의해 인간과 포유류의 법랑질에는 차이가 거의 없다는 사실이 밝혀졌다. 인간과 마찬가지로 다른 포유류의 법랑질도 에나멜기와 아세포가 존재하고, 포유류의 에나멜질은 인간과 거의 유사하다는 점이 중요하다. 동물들에 따라, 에나멜의 형태나 크기, 숫자 등은 다르다. 포유류 외에 법랑질을 가지고 있는 생물은 소수의 견골어류, 양생류 등이 있는데 인간의 법랑질과 구조 자체가 달라 에나메로이드라고 부르기도 하고, 소주구성이 없는 에나멜질이라고 부르기도 한다.

## 같이 보기
- 이의 발생

### 참고 문헌
- Johnson, Clarke (1999)Biology of the Human Dentition, Online course notes, Univ. Illinois at Chicago, accessed 7 October 2007 [The link produces "The page cannot be found", 29 July 2011]
- Ross, Michael H., Kaye, G.I. and Pawlina, W. (2006) Histology: a text and atlas, 5th ed., Philadelphia; London: Lippincott Williams & Wilkins, ISBN 0-7817-7221-4